# Contrato consensual
Contrato consensual es aquel que se perfecciona por la mera voluntad explícita en la manifestación del consentimiento de las partes contratantes. El consentimiento no puede tenerse por sobreentendido ni cabe por omisión, siendo estrictamente necesario que se manifieste de forma expresa. El contrato consensual se contrapone al solemne, para cuya validez la ley prescribe formas especiales indispensables.
Los ejemplos dependen de cada legislación, aunque generalmente la venta de los bienes muebles (excepto vehículos motorizados) es consensual, es decir, no se requiere ninguna clase de solemnidad para su traspaso: ni escrituración del acuerdo ni inscripción del mismo en un registro público.
Si se trata de un contrato real, el carácter consensual es independiente del requisito necesario de la tradición, o entrega de la cosa que es su objeto.